# 全国公的介護保障要求者組合
全国公的介護保障要求者組合（ぜんこくこうてきかいごほしょうようきゅうしゃくみあい）とは、脳性まひ者などの重度障害者（主に重度の身体障害者）に対する公的介護を国や地方自治体に求めるために1988年に組織された日本の障害者団体（障害者による当事者組合）。機関誌は『SSKO要求者組合通信』。いわゆる法人格を有しない「組合」である。

## 概要
事実上の前身団体は「在宅障害者の保障を考える会」（在障会）である。在障会は各地で生活保護の他人介護料の制度の創設やその発展のために1970年代から各地で運動をしてきた。
1980年代には「全国障害者解放運動連絡会議」（略称：全障連）の分科会の中で議論が進み、「在宅障害者の保障を考える会」の中心メンバーらが1988年に障害当事者の利益のための組合を設立することになった。以来組合として、重度障害者の生活のために厚生省や各地の地方自治体に対して、各地の介護人派遣制度の獲得と拡大、ホームヘルパー制度の充実、利用者が自ら推薦する人を登録する登録ヘルパー制度の提案・要求をするなど多面的な活動を行ってきた。
1997年、組合は存続しつつも、社会運動団体（障がい当事者による交渉団体）の「全国障害者介護保障協議会」、相談者に情報提供を行う「障害者自立生活・介護制度相談センター」の2つに役割を分ける形で分離した。全国障害者介護保障協議会は行政に対する「交渉のやり方ガイドブック」を作成、配布する等の活動も行っている。
2000年代以降は、障害者自立支援法への反対運動などを行っている。2019年参議院議員選挙で書記長の木村英子がれいわ新選組から出馬して、比例特定枠で当選する。2021年には市当局に対して24時間の介護支援を求める横浜市で生活をする脳性まひの男性の支援を組合が行っていると東京新聞が報じている。